# Buenos Aires, Lázaro Cárdenas
Buenos Aires är en ort i Mexiko.   Den ligger i kommunen Lázaro Cárdenas och delstaten Michoacán de Ocampo, i den södra delen av landet, 400 km väster om huvudstaden Mexico City. Buenos Aires ligger 63 meter över havet och antalet invånare är 9 868.
Terrängen runt Buenos Aires är platt åt sydost, men åt nordväst är den kuperad. Terrängen runt Buenos Aires sluttar söderut.  Närmaste större samhälle är Guacamayas, 7,8 km öster om Buenos Aires. Omgivningarna runt Buenos Aires är en mosaik av jordbruksmark och naturlig växtlighet.